# Giuseppe Ticozzelli
Giuseppe Ticozzelli (Castelnovetto, 30 aprile 1894 – Milano, 3 febbraio 1962) è stato un ciclista su strada, allenatore di calcio e calciatore italiano, di ruolo difensore.

## Biografia
Partecipò alla prima guerra mondiale ottenendo diversi riconoscimenti.
Ufficiale d'artiglieria in Africa orientale, verso la quale partì volontario già nel 1935, perse la vista in un'azione di guerra; a guerra finita continuò tuttavia ad assistere alle partite, facendosi accompagnare dai parenti da cui si faceva raccontare le fasi di gioco.

## Caratteristiche tecniche
Terzino destro, era alto e imponente: 1,87 m x 95 kg di peso-forma e 84 cm di giro coscia. Dotato di un buon fisico e di una buona tecnica, aveva un tiro potente (artefice della rete più lunga della storia, 75 metri, direttamente da calcio di rinvio).

## Carriera

### Calciatore

#### Club
Soprannominato Tico, cresce nella Sartiranese, diplomandosi come ragioniere ad Alessandria.
È cresciuto nell'Alessandria, militando successivamente con la SPAL.
È in campo, il 1º maggio 1922 a Milano, nella semifinale per l'aggiudicazione dello scudetto giocata dalla SPAL contro la Sampierdarenese e vinta dai genovesi per 2 a 1 dopo i tempi supplementari. Il 18 marzo 1923 segnò su rigore uno dei 6 gol segnati a Ferrara decretando la vittoria della SPAL per 1-0 contro il Padova. Il suo prestigio crebbe notevolmente e al suo terzo campionato con la SPAL lo vide nel duplice ruolo di giocatore-allenatore.
Passò poi, nel 1924, al Casale dove giocò con i campioni del mondo Caligaris e Monzeglio.

#### Nazionale
Vanta una partita con la Nazionale italiana, nella vittoria contro la Francia del 18 gennaio 1920 per 9-4: in questa occasione si recò al Velodrome Sempione di Milano, sede della sfida, in bici.

## Statistiche

### Cronologia presenze e reti in nazionale
| Cronologia completa delle presenze e delle reti in nazionale ― Italia | Cronologia completa delle presenze e delle reti in nazionale ― Italia | Cronologia completa delle presenze e delle reti in nazionale ― Italia | Cronologia completa delle presenze e delle reti in nazionale ― Italia | Cronologia completa delle presenze e delle reti in nazionale ― Italia | Cronologia completa delle presenze e delle reti in nazionale ― Italia | Cronologia completa delle presenze e delle reti in nazionale ― Italia | Cronologia completa delle presenze e delle reti in nazionale ― Italia |
| Data                                                                  | Città                                                                 | In casa                                                               | Risultato                                                             | Ospiti                                                                | Competizione                                                          | Reti                                                                  | Note                                                                  |
| --------------------------------------------------------------------- | --------------------------------------------------------------------- | --------------------------------------------------------------------- | --------------------------------------------------------------------- | --------------------------------------------------------------------- | --------------------------------------------------------------------- | --------------------------------------------------------------------- | --------------------------------------------------------------------- |
| 18-1-1920                                                             | Milano                                                                | Italia                                                                | 9 – 4                                                                 | Francia                                                               | Amichevole                                                            | -                                                                     |                                                                       |
| Totale                                                                |                                                                       | Presenze                                                              | 1                                                                     |                                                                       | Reti                                                                  | 0                                                                     |                                                                       |

## Palmarès

### Club

#### Competizioni nazionali
- Serie B: 1

Casale: 1929-1930

### Ciclista

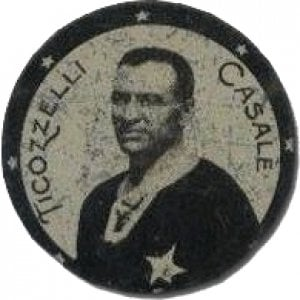
Giuseppe Ticozzelli con la maglia nera del con cui partecipò al Giro d'Italia 1926

Fu anche ciclista, partecipando al Giro d'Italia 1926 dove concluse tre sole tappe perché fu investito da una moto, ritirandosi nella quarta, ma divenne particolarmente famoso per il suo abbigliamento e comportamento in gara: durante una delle tappe infatti ad un certo punto riuscì ad avere oltre un'ora di vantaggio sugli inseguitori, ma, dal momento che correva come indipendente, non aveva il supporto di una squadra che potesse portargli i rifornimenti.
All'ora di pranzo si fermò quindi a mangiare in un ristorante lungo il tragitto, riprendendo la corsa solo all'arrivo del resto del gruppo.
Dal colore della sua maglia da calcio, nera, del "Casale", fu istituita in seguito, per alcuni anni, la maglia nera per l'ultimo in classifica; l'espressione "maglia nera" è passata poi a indicare, per antonomasia, chi è ultimo.